# Переход Испании к демократии
Переход Испании к демократии (исп. Transición Española) — процесс перехода страны от диктатуры Франсиско Франко к парламентской демократии в форме конституционной монархии.
Считается, что переходный период начался со смерти Франко 20 ноября 1975 года, в то время как его завершением в разных источниках считаются принятие испанской Конституции 1978 года, провал попытки государственного переворота 23 февраля 1981 года или победа на выборах Испанской социалистической рабочей партии (ИСРП) 28 октября 1982 года.

## Политическая роль короля Хуана Карлоса I

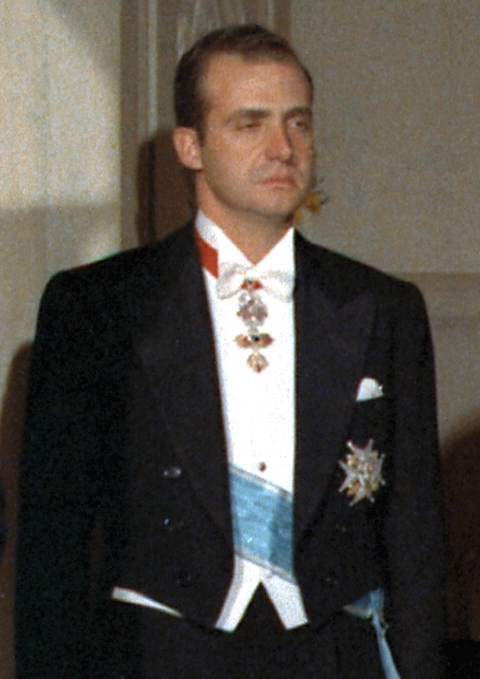
Хуан Карлос (1971)

Франсиско Франко пришёл к власти в стране в 1939 году после победы мятежников в гражданской войне и правил Испанией как диктатор до своей смерти в 1975 году. В 1969 году он назначил принца Хуана Карлоса, внука бывшего короля Испании Альфонса XIII, своим официальным преемником. В течение следующих шести лет принц Хуан Карлос находился в тени во время публичных выступлений и, казалось, был готов в будущем пойти по стопам Франко. Придя к власти в качестве короля Испании после смерти Франко, он, однако, способствовал развитию конституционной монархии, за идею которой его отец, Дон Хуан де Бурбон, выступал с 1946 года.
Переход был амбициозным планом, который рассчитывал на достаточную поддержку внутри страны и за пределами Испании. Западные правительства во главе с США на тот момент выступали за установление конституционной монархии в Испании, так же как и многие испанские и международные либеральные капиталисты. Тем не менее переход имел некоторые сложности, поскольку эхо событий гражданской войны (1936—1939) до сих пор имело место в Испании. Франкисты из рядов крайне правых пользовались значительной поддержкой внутри испанской армии, а левые не доверяли монарху, позиция которого ничего не значила при Франко. Для реализации демократического проекта было необходимо, чтобы левая оппозиция сдерживала свои самые радикальные элементы от провокаций, и чтобы армия воздерживалась от вмешательства в политический процесс от имени франкистских элементов внутри существующей власти.
Король Испании Хуан Карлос начал своё правление в качестве главы государства, не выходя за пределы правовой системы, существовавшей при Франко. Таким образом, он поклялся в верности принципам Movimiento Nacional, единственной законной партии эпохи Франко, принял корону перед франкистскими Генеральными кортесами и уважал органический закон государства (исп. Ley Orgánica del Estado) о назначении его главой государства. Только в своём выступлении перед кортесами он впервые показал свою поддержку идее трансформации испанской политической системы.

## Демократический транзит

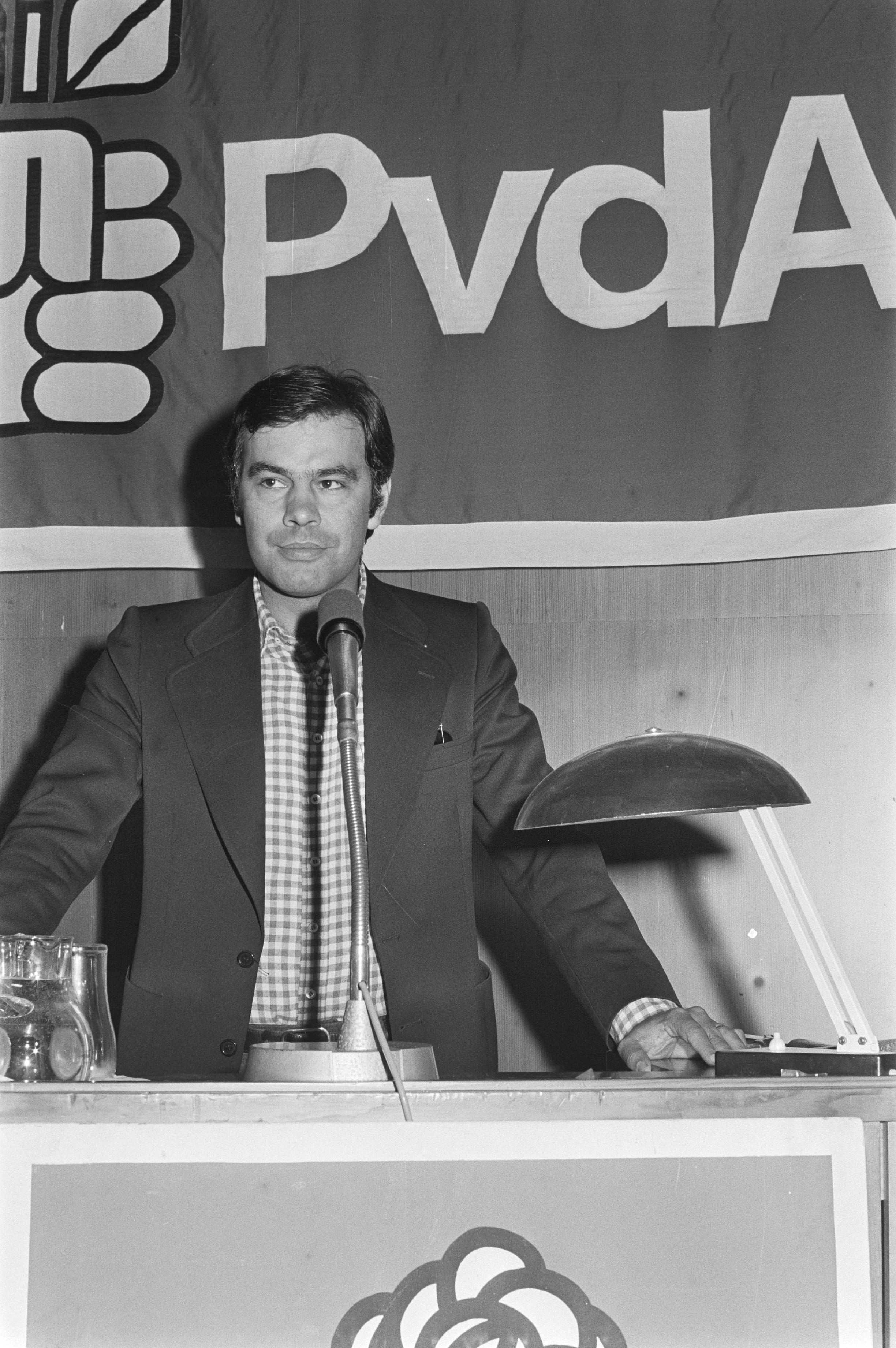
Лидер ИСРП Фелипе Гонсалес (1976)

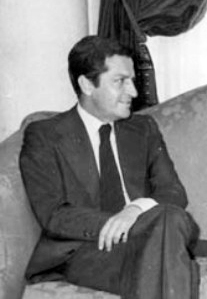
Адольфо Суарес — первый демократический премьер-министр Испании (1979)

В ноябре 1975 года Хуан Карлос I был провозглашён королём. В июле 1976 года он отправил в отставку убеждённого франкиста Карлоса Ариаса Наварро и назначил премьер-министром Адольфо Суареса. Начался демонтаж фашистского режима и демократические преобразования. В своей деятельности Суарес опирался на поддержку первого заместителя председателя правительства генерала Мануэля Гутьерреса Мельядо, который обеспечивал лояльность проводимым реформам со стороны вооружённых сил.
15 декабря 1976 года на референдуме был принят Закон о политической реформе, в соответствии с которым 15 июня 1977 года были избраны Учредительные Кортесы, состоявшие из двух палат: Конгресса депутатов и Сената. Это были первые после 1936 года многопартийные выборы в парламент, наибольшее количество голосов (34,4 %) на них получила созданная в том же году коалиция Союз демократического центра (СДЦ), в состав которой, наряду с бывшими франкистами, вошли представители некоторых левоцентристских и центристских политических сил. В августе коалиция преобразовалась в партию, и Суарес стал её первым председателем. Второе место с результатом 29,3 % заняла Испанская социалистическая рабочая партия во главе с Фелипе Гонсалесом.
Была предоставлена частичная автономия Каталонии (29 сентября 1977) и Стране Басков (31 декабря 1977), что стало свидетельством разрыва с франкистской политикой строгого унитаризма.
25 октября 1977 года основные политические силы страны подписали так называемый Пакт Монклоа, получивший имя по названию резиденции правительства в Мадриде, который предусматривал набор мер в области политики и экономики по завершению перехода страны к демократии. Пакт предусматривал парламентский контроль над средствами массовой информации, реорганизацию сил правопорядка, либерализацию законодательства о митингах и собрания, демократизацию системы социального обеспечения и сферы образования, проведение налоговой реформы и др. «Пакт Монклоа» стал классическим примером компромисса между различными партиями на основе общенационального консенсуса для реализации общих задач в «переходном» обществе.
Кортесы избрали Конституционную комиссию, разработавшую проект конституции, принятый затем обеими палатами и утверждённый на референдуме 6 декабря 1978 года. Конституция предоставила широкие права автономным областям.
1 марта 1979 года на основе новой Конституции прошли выборы в кортесы, на которых первое место с результатом 34,8 % занял СДЦ, после чего Суарес вновь возглавил правительство. ИСРП подтвердила своё положение основной оппозиционной партии, вновь заняв второе место с результатом 30,4 %.
23 февраля 1981 года в стране произошла неудачная попытка военного переворота, её провал продемонстрировал, что демократические преобразования в Испании приобрели необратимый характер.
На 1976—1982 годы приходится пик политического насилия как со стороны баскских сепаратистов и леворадикальных организаций, так и со стороны полиции. Произошло как минимум 3500 насильственных актов, жертвами которых стали 714 человек. Это означает, что этот период был самым кровавым со времени репрессий после завершения гражданской войны, сопоставимый со «свинцовыми семидесятыми годами» в Италии.
Переход Испании к демократии представлял собой типичный пример изменения сверху, когда стоящая у власти при авторитарном режиме элита берёт на себя инициативу и играет решающую роль в трансформации этого режима в демократическую систему. Испанская модель стала образцом для последующих демократизаций в Латинской Америке и Восточной Европе (прежде всего в Венгрии, лидеры которой в 1988 и 1989 годах подробно консультировались с испанскими лидерами о том, как устанавливать демократию, а в апреле 1989 в Будапешт в качестве советников прибыла испанская делегация).